# Goliathia
Goliathia è un genere estinto di uccello dell'Oligocene inferiore . L' olotipo è un'ulna recuperata dagli strati inferiori della Formazione di Jebel Qatrani nel Governatorato di Faiyum , in Egitto . Inizialmente si pensava fosse un airone , un osso aggiuntivo, un tarsometatarso , ha mostrato che questo uccello era strettamente imparentato con il becco a scarpa vivente . Il suo nome completo è Goliathia andrewsii , ma potrebbe essere abbastanza strettamente correlato da essere classificato nello stesso genere delle specie viventi. L'antico habitat era probabilmente una palude d' acqua dolce fittamente vegetata , con questa specie e un fossile di jacana , così come dipnoi e pesci gatto recuperati da esso. Il Goliathia Andrewsii probabilmente mangiava dipnoi e pesci gatto. Nuovi studi mostrano che il Goliathia Andrewsii potrebbe aver raggiunto dimensioni di 1,80 - 2 metri di altezza.